# Ернст Зауерберг
Ернст Зауерберг (нім. Ernst Sauerberg; 11 січня 1914, Гайде — 24 червня 1944, Норвезьке море) — німецький офіцер-підводник, оберлейтенант-цур-зее крігсмаріне.

## Біографія
З 10 листопада 1943 року — командир підводного човна U-1225. З 17 по 19 червня 1944 року здійснив перехід човна з Кіля в Крістіансанн, а наступного дня вийшов у свій перший і останній похід. 24 червня U-1225 був потоплений північно-західніше Бергена (63°00′ пн. ш. 00°50′ зх. д.) глибинними бомбами канадського бомбардувальника «Каталіна». Всі 56 членів екіпажу загинули.

## Звання
- Фенріх-цур-зее (1 жовтня 1940)
- Лейтенант-цур-зее (1 квітня 1942)
- Оберлейтенант-цур-зее (1 грудня 1943)